# Screen Actors Guild Awards 2012

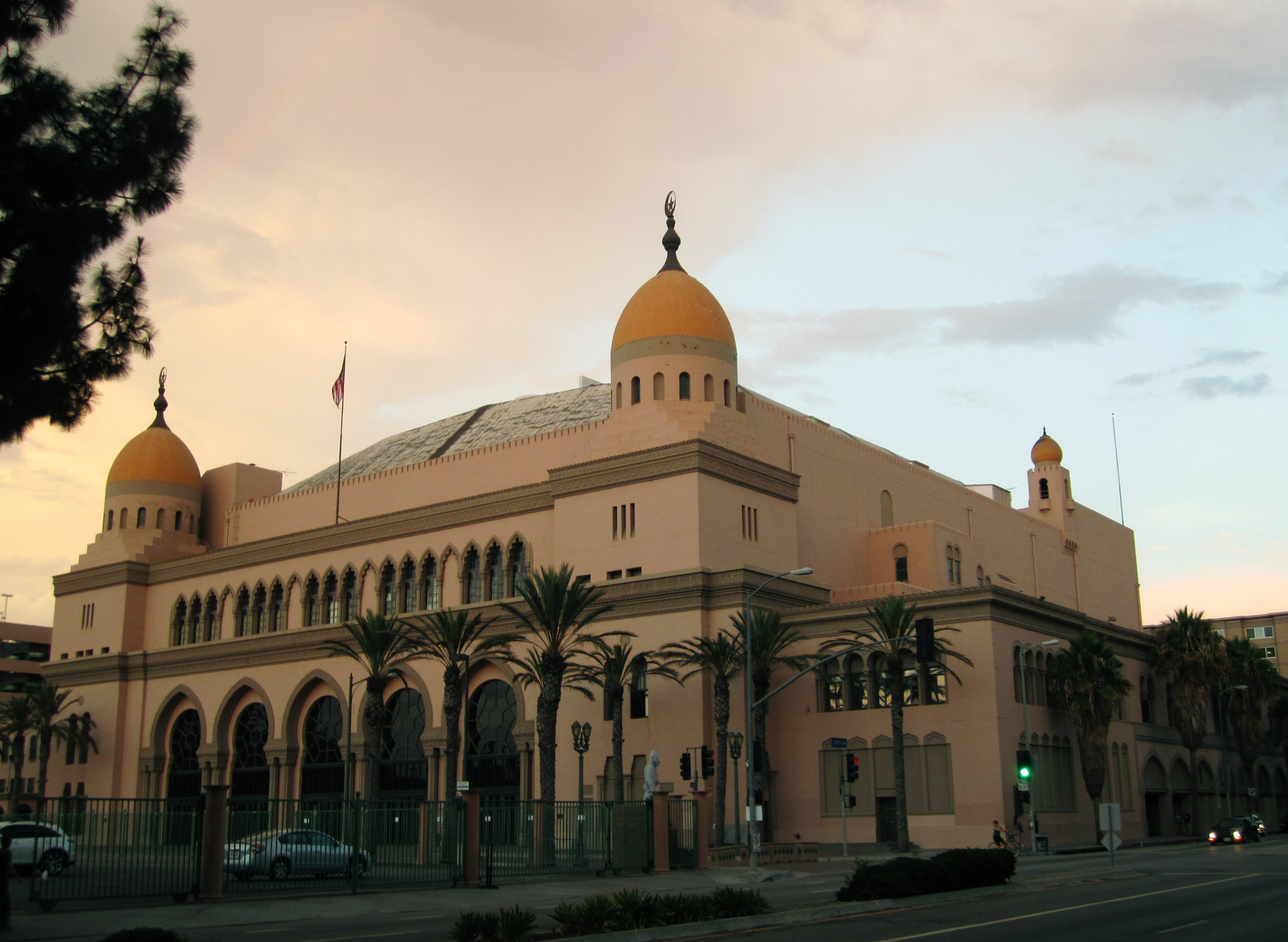
Das Shrine Exposition Center, Veranstaltungsort der Screen Actors Guild Awards 2012

Die 18. Verleihung der US-amerikanischen Screen Actors Guild Awards (englisch 18th Screen Actors Guild Awards), die die Screen Actors Guild jedes Jahr in den Bereichen Film (6 Kategorien) und Fernsehen (9 Kategorien) vergibt, fand am 29. Januar 2012 im Shrine Exposition Center in Los Angeles statt. Die so genannten SAG Awards ehren, im Gegensatz beispielsweise zum Golden Globe Award, nur Film-, Fernseh- und Ensembleschauspieler und gelten als Gradmesser für die bevorstehende Oscar-Verleihung. Gekürt werden die Sieger von den Mitgliedern der Screen Actors Guild, der man angehören muss, um in den Vereinigten Staaten als Schauspieler zu arbeiten.
Die Nominierten waren am 14. Dezember 2011 im Silver Screen Theater des Pacific Design Centers in West Hollywood von den Schauspielern Judy Greer und Regina King bekanntgegeben worden. In den Vereinigten Staaten wurde die Verleihung live von den Kabelsendern TNT und TBS gezeigt.
Für ihr Lebenswerk wurde die US-amerikanische Schauspielerin Mary Tyler Moore gewürdigt.

## Gewinner und Nominierte im Bereich Film
| Film                                                 | N | A |
| ---------------------------------------------------- | - | - |
| The Help                                             | 4 | 3 |
| The Artist                                           | 3 | 1 |
| Albert Nobbs                                         | 2 | 0 |
| Brautalarm                                           | 2 | 0 |
| The Descendants – Familie und andere Angelegenheiten | 2 | 0 |
| J. Edgar                                             | 2 | 0 |
| Die Kunst zu gewinnen – Moneyball                    | 2 | 0 |
| My Week with Marilyn                                 | 2 | 0 |

### Bester Hauptdarsteller
Jean Dujardin – The Artist
Demián Bichir – A Better Life
George Clooney – The Descendants – Familie und andere Angelegenheiten (The Descendants)
Leonardo DiCaprio – J. Edgar
Brad Pitt – Die Kunst zu gewinnen – Moneyball (Moneyball)

### Beste Hauptdarstellerin
Viola Davis – The Help
Glenn Close – Albert Nobbs
Meryl Streep – Die Eiserne Lady (The Iron Lady)
Tilda Swinton – We Need to Talk About Kevin
Michelle Williams – My Week with Marilyn

### Bester Nebendarsteller
Christopher Plummer – Beginners
Kenneth Branagh – My Week with Marilyn
Armie Hammer – J. Edgar
Jonah Hill – Die Kunst zu gewinnen – Moneyball (Moneyball)
Nick Nolte – Warrior

### Beste Nebendarstellerin
Octavia Spencer – The Help
Bérénice Bejo – The Artist
Jessica Chastain – The Help
Melissa McCarthy – Brautalarm (Bridesmaids)
Janet McTeer – Albert Nobbs

### Bestes Schauspielensemble
The Help

Jessica Chastain, Viola Davis, Bryce Dallas Howard, Allison Janney, Chris Lowell, Ahna O’Reilly, Sissy Spacek, Octavia Spencer, Mary Steenburgen, Emma Stone, Cicely Tyson und Mike Vogel
The Artist
Bérénice Bejo, James Cromwell, Jean Dujardin, John Goodman und Penelope Ann Miller
Brautalarm (Bridesmaids)
Rose Byrne, Jill Clayburgh (postum), Ellie Kemper, Matt Lucas, Melissa McCarthy, Wendi McLendon-Covey, Chris O’Dowd, Maya Rudolph und Kristen Wiig
The Descendants – Familie und andere Angelegenheiten (The Descendants)
Beau Bridges, George Clooney, Robert Forster, Judy Greer, Matthew Lillard und Shailene Woodley
Midnight in Paris
Kathy Bates, Adrien Brody, Carla Bruni, Marion Cotillard, Rachel McAdams, Michael Sheen und Owen Wilson

### Bestes Stuntensemble
Harry Potter und die Heiligtümer des Todes – Teil 2 (Harry Potter and the Deathly Hallows – Part 2)
Der Plan (The Adjustment Bureau)
Cowboys & Aliens
Transformers 3 (Transformers: Dark of the Moon)
X-Men: Erste Entscheidung (X-Men: First Class)

## Gewinner und Nominierte im Bereich Fernsehen
| Serie/Film                        | N | A |
| --------------------------------- | - | - |
| Modern Family                     | 5 | 1 |
| 30 Rock                           | 3 | 1 |
| Dexter                            | 3 | 0 |
| Boardwalk Empire                  | 2 | 2 |
| Game of Thrones                   | 2 | 1 |
| Mildred Pierce                    | 2 | 1 |
| Too Big to Fail – Die große Krise | 2 | 1 |
| Breaking Bad                      | 2 | 0 |
| Good Wife                         | 2 | 0 |
| The Office                        | 2 | 0 |

### Bester Darsteller in einem Fernsehfilm oder Miniserie
Paul Giamatti – Too Big to Fail – Die große Krise (Too Big to Fail)
Laurence Fishburne – Thurgood
Greg Kinnear – Die Kennedys (The Kennedys)
Guy Pearce – Mildred Pierce
James Woods – Too Big to Fail – Die große Krise (Too Big to Fail)

### Beste Darstellerin in einem Fernsehfilm oder Miniserie
Kate Winslet – Mildred Pierce
Diane Lane – Cinema Verite – Das wahre Leben (Cinema Verite)
Maggie Smith – Downton Abbey
Emily Watson – Die Vertraute des Mörders (Appropriate Adult)
Betty White – The Lost Valentine

### Bester Darsteller in einer Dramaserie
Steve Buscemi – Boardwalk Empire
Patrick J. Adams – Suits
Kyle Chandler – Friday Night Lights
Bryan Cranston – Breaking Bad
Michael C. Hall – Dexter

### Beste Darstellerin in einer Dramaserie
Jessica Lange – American Horror Story (American Horror Story: Murder House)
Kathy Bates – Harry’s Law
Glenn Close – Damages – Im Netz der Macht (Damages)
Julianna Margulies – Good Wife (The Good Wife)
Kyra Sedgwick – The Closer

### Bester Darsteller in einer Comedyserie
Alec Baldwin – 30 Rock
Ty Burrell – Modern Family
Steve Carell – The Office
Jon Cryer – Two and a Half Men
Eric Stonestreet – Modern Family

### Beste Darstellerin in einer Comedyserie
Betty White – Hot in Cleveland
Julie Bowen – Modern Family
Edie Falco – Nurse Jackie
Tina Fey – 30 Rock
Sofía Vergara – Modern Family

### Bestes Schauspielensemble in einer Dramaserie
Boardwalk Empire

Steve Buscemi, Dominic Chianese, Robert Clohessy, Dabney Coleman, Charlie Cox, Lucy und Josie Gallina, Stephen Graham, Jack Huston, Anthony Laciura, Heather Lind, Kelly Macdonald, Rory und Declan McTigue, Gretchen Mol, Brady und Connor Noon, Kevin O’Rourke, Aleksa Palladino, Jacqueline Pennewill, Vincent Piazza, Michael Pitt, Michael Shannon, Paul Sparks, Michael Stuhlbarg, Peter Van Wagner, Shea Whigham, Michael K. Williams und Anatol Yusef
Breaking Bad
Jonathan Banks, Betsy Brandt, Ray Campbell, Bryan Cranston, Giancarlo Esposito, Anna Gunn, RJ Mitte, Dean Norris, Bob Odenkirk und Aaron Paul
Dexter
Billy Brown, Jennifer Carpenter, Josh Cooke, Aimee Garcia, Michael C. Hall, Colin Hanks, Desmond Harrington, Rya Kihlstedt, C. S. Lee, Edward James Olmos, James Remar, Lauren Vélez und David Zayas
Game of Thrones
Amrita Acharia, Mark Addy, Alfie Allen, Josef Altin, Luke Barnes, Sean Bean, Susan Brown, Emilia Clarke, Nikolaj Coster-Waldau, Peter Dinklage, Ron Donachie, Michelle Fairley, Jerome Flynn, Elyes Gabel, Aidan Gillen, Jack Gleeson, Iain Glen, Julian Glover, Kit Harington, Lena Headey, Isaac Hempstead-Wright, Conleth Hill, Richard Madden, Jason Momoa, Rory McCann, Ian McElhinney, Roxanne McKee, Dar Salim, Mark Stanley, Donald Sumpter, Sophie Turner und Maisie Williams
Good Wife (The Good Wife)
Christine Baranski, Josh Charles, Alan Cumming, Matt Czuchry, Julianna Margulies, Chris Noth, Archie Panjabi, Graham Phillips und Makenzie Vega

### Bestes Schauspielensemble in einer Comedyserie
Modern Family

Aubrey Anderson-Emmons, Julie Bowen, Ty Burrell, Jesse Tyler Ferguson, Nolan Gould, Sarah Hyland, Ed O’Neill, Rico Rodriguez, Eric Stonestreet, Sofía Vergara und Ariel Winter
30 Rock
Scott Adsit, Alec Baldwin, Katrina Bowden, Kevin Brown, Grizz Chapman, Tina Fey, Judah Friedlander, Jane Krakowski, John Lutz, Jack McBrayer, Tracy Morgan und Keith Powell
The Big Bang Theory
Mayim Bialik, Kaley Cuoco, Johnny Galecki, Simon Helberg, Kunal Nayyar, Jim Parsons und Melissa Rauch
Glee
Dianna Agron, Chris Colfer, Darren Criss, Ashley Fink, Dot Jones, Jane Lynch, Jayma Mays, Kevin McHale, Lea Michele, Cory Monteith, Heather Morris, Matthew Morrison, Mike O’Malley, Chord Overstreet, Lauren Potter, Amber Riley, Naya Rivera, Mark Salling, Harry Shum junior, Iqbal Theba und Jenna Ushkowitz
The Office
Leslie David Baker, Brian Baumgartner, Creed Bratton, Steve Carell, Jenna Fischer, Kate Flannery, Ed Helms, Mindy Kaling, Ellie Kemper, Angela Kinsey, John Krasinski, Paul Lieberstein, B. J. Novak, Oscar Nuñez, Craig Robinson, Phyllis Smith, James Spader, Rainn Wilson und Zach Woods

### Bestes Stuntensemble
Game of Thrones
Dexter
Southland
Spartacus: Gods of the Arena
True Blood

## Preis für das Lebenswerk
Mary Tyler Moore